# Walter Block
Walter Block (født 21. august 1941) er en nationaløkonom af den østrigske skole og anarkokapitalist. Han er Professor of Economics ved Loyola University New Orleans og Senior Fellow ved Ludwig von Mises-instituttet.